# Henry Stewart, 1. Lord Methven

Wappen des Henry Stewart, 1. Lord Methven

Henry Stewart, 1. Lord Methven (* um 1497; † 1551) war ein schottischer Adliger und Militär.
Er entstammte einer Nebenlinie des Hauses Stewart. Er war der zweite Sohn des Andrew Stewart, 1. Lord Avondale aus dessen Ehe mit Margaret Kennedy, Tochter des John Kennedy, 2. Lord Kennedy.
Am 10. September 1524 wurde ihm das Amt des Principal Master of the Royal Artillery verliehen.
Mit seiner The Lady Leslie genannten ersten Gattin hatte er einen nicht namentlich bekannten Sohn, der 1547 starb.
Nach dem Tod seiner ersten Gattin ging er eine Beziehung mit Margaret Tudor (1489–1541) ein. Sie war eine Tochter König Heinrichs VII. von England, Witwe König Jakobs IV. von Schottland, Mutter des minderjährigen Königs Jakob V. von Schottland und hatte sich im Streit um die Vormundschaft für Jakob V. 1527 von ihrem zweiten Gatten Archibald Douglas, 6. Earl of Angus, scheiden lassen. Am 3. März 1528 heirateten Henry und Margaret. Mit ihr hatte er eine Tochter, Dorothea Stewart, die noch im Säuglingsalter starb. Da die Eheschließung ohne formelle königliche Erlaubnis erfolgt war, ließ der Earl of Angus als Vormund für Jakob V. das Paar von einem Heer unter John Erskine, 5. Lord Erskine, in Stirling Castle belagern und Henry inhaftieren. Wenig später gelang es dem jungen Jakob V. zu seiner Mutter zu fliehen und selbst die Macht zu übernehmen. Henry wurde freigelassen und am 17. Juli 1528 erhob ihn der junge König zum Lord Methven. Zu den Besitzungen seiner Gattin, die Henry nun verwaltete, gehörten neben Stirling Castle auch Methven Castle, Doune Castle, Linlithgow Palace und Newark Castle.
Nach Margarets Tod heiratete er spätestens um 1544 Lady Janet Stewart, Tochter des John Stewart, 2. Earl of Atholl, Witwe des Alexander Gordon, Master of Sutherland, und des Sir Hew Kennedy of Girvan Mains. Mit ihr hatte er einen Sohn und Erben sowie vier Töchter:
- Henry Stewart, 2. Lord Methven († 1572);
- Janet Stewart ⚭ 1551 Colin Campbell, 6. Earl of Argyll;
- Jean Stewart ⚭ 1560 Patrick Wood of Bonnytoun;
- Margaret Stewart, ⚭ (1) Andrew Stuart, Master of Ochiltree, Sohn des 2. Lord Stewart of Ochiltree ⚭ (2) Uchtred Macdowall of Garthland († 1593);
- Dorothea Stewart ⚭ 1561 William Ruthven, 1. Earl of Gowrie.

1545 wurde er in den schottischen Kronrat (Privy Council) aufgenommen und 1546 war er Laienrichter am Court of Session.
1547 kämpfte er in der Schlacht bei Pinkie Cleugh und kommandierte die schottische Artillerie bei der Belagerung von Haddington (1548).
Er ist letztmals am 10. Oktober 1551 urkundlich belegt und starb wohl wenig später.